# Major League Baseball
A Major League Baseball (em português:  Liga Principal de Beisebol; abreviação oficial: MLB) é uma organização americana de beisebol profissional e a mais antiga das principais ligas esportivas profissionais dos Estados Unidos e Canadá. Um total de 30 equipes jogam na Liga Principal de Beisebol: 15 equipes na Liga Nacional (NL) e 15 na Liga Americana (AL). A NL e a AL foram formadas em 1876 e 1901, respectivamente. A partir de 1903, as duas ligas cooperaram uma com a outra, mas permaneceram entidades legalmente separadas até 2000, quando se fundiram em uma única organização liderada pelo Comissário do Beisebol. A liga é sediada em Midtown Manhattan.
O primeiro time a se declarar abertamente como sendo totalmente profissional do beisebol foi o Cincinnati Red Stockings, fundado em 1869. Antes disso, alguns times pagavam secretamente a alguns jogadores. As primeiras décadas do beisebol profissional foram caracterizadas por rivalidades entre ligas e por jogadores que frequentemente saltavam de um time ou liga para outra. O período anterior a 1920 é conhecido como a Era da Bola Morta, durante a qual os jogadores raramente rebatiam home runs. O beisebol profissional nos Estados Unidos sobreviveu a uma conspiração ocorrida durante a World Series de 1919, que ficou conhecida como o escândalo do Black Sox. O esporte ganhou popularidade na década de 1920 e sobreviveu a potenciais desacelerações durante a Grande Depressão e a Segunda Guerra Mundial. Pouco depois da guerra, Jackie Robinson quebrou a barreira da cor do beisebol.
As décadas de 1950 e 1960 foram uma época de expansão e relocação de clubes para AL e NL. Novos estádios e superfícies de grama artificial começaram a mudar o jogo nas décadas de 1970 e 1980. Os home runs dominaram o jogo durante a década de 1990, e relatos da mídia começaram a discutir o uso de esteróides anabolizantes entre os jogadores da MLB em meados dos anos 2000. Em 2006, uma investigação produziu o Relatório Mitchell, que envolveu muitos jogadores no uso de substâncias para melhorar o desempenho, incluindo pelo menos um jogador de cada equipe.
Hoje, a MLB é composta por 30 equipes: 29 nos Estados Unidos e 1 no Canadá. As equipes jogam 162 jogos a cada temporada e cinco times em cada liga avançam para um torneio pós-temporada de quatro rodadas que culmina na World Series, uma série de campeonato melhor de sete entre os dois campeões da liga que data de 1903. Os jogos de beisebol são transmitidos em televisão, rádio e Internet na América do Norte e em vários outros países. A MLB tem a maior participação na temporada total de qualquer liga esportiva do mundo, com mais de 69,6 milhões de espectadores em 2018.
A MLB também supervisiona a liga secundária de beisebol, que compreende times de nível inferior afiliados aos clubes da liga principal. A MLB e a World Baseball Softball Confederation administram em conjunto o torneio internacional World Baseball Classic. A MLB é a segunda liga esportiva profissional mais rica em receita, depois da National Football League (NFL).

## Estrutura e equipes
A MLB é regida pela Constituição da Liga Principal de Beisebol. Este documento passou por várias encarnações desde sua criação em 1876. Sob a direção do Comissário do Beisebol, a MLB contrata e mantém as equipes de árbitros do esporte e negocia contratos de marketing, trabalho e televisão. A MLB mantém uma relação única de controle sobre o esporte, incluindo a maioria dos aspectos da Liga Minor de Beisebol. Isso se deve em grande parte à decisão da Suprema Corte dos Estados Unidos de 1922 no caso Federal Baseball Club vs. National League, que considerou que o beisebol não é um comércio interestaduale, portanto, não está sujeito à lei antitruste federal. Essa decisão foi enfraquecida apenas ligeiramente nos anos subsequentes. A regra enfraquecida concedeu mais estabilidade aos donos das equipes e resultou em valores crescentes a taxas de dois dígitos. Houve vários desafios à primazia da MLB no esporte entre a década de 1870 e a Liga Federal em 1916; a última tentativa de uma nova liga principal foi a abortada Liga Continental em 1960.
O executivo-chefe da MLB é o comissário, atualmente Rob Manfred. O diretor de operações é Tony Petitti. Existem cinco outros executivos: presidente (negócios e mídia), diretor de comunicações, diretor jurídico, diretor financeiro e diretor de beisebol.
O ramo de multimídia da MLB, com sede na cidade de Nova York, é a MLB Advanced Media. Esta filial supervisiona MLB.com e cada uma das sedes das 30 equipes. Seu estatuto declara que a MLB Advanced Media detém independência editorial da liga, mas está sob o mesmo grupo de propriedade e plano de compartilhamento de receitas. A MLB Productions é uma ala da liga com estrutura semelhante, com foco em vídeo e mídia de transmissão tradicional. A MLB também possui 67 por cento da Rede MLB, com os outros 33 por cento divididos entre várias operadoras de cabo e a fornecedora de satélite DirecTV.

### Organização
Em 1920, a Comissão Nacional, criada para administrar as relações entre as duas ligas, foi substituída pelo Comissário do Beisebol, que tinha mais poder para tomar decisões unilateralmente para todos os profissionais do beisebol. De 1901 a 1960, as ligas americana e nacional tinham oito times cada.
Na década de 1960, a expansão da MLB adicionou mais oito equipes, incluindo a primeira equipe não americana (o Montreal Expos). Duas equipes (Seattle Mariners e Toronto Blue Jays) também foram adicionadas na década de 1970. De 1969 a 1993, cada liga consistia em uma Divisão Leste e Oeste. Em 1993, a Liga Nacional se expandiu com dois times, o Florida Marlins e o Colorado Rockies, para igualar o número de times em ambas as ligas. Uma terceira divisão, a Divisão Central, foi formada em cada liga em 1994. Até 1996, as duas ligas se enfrentaram em campo apenas durante a World Series e o All-Star Game.
Em março de 1995, duas novas franquias, o Arizona Diamondbacks e o Tampa Bay Devil Rays (agora conhecido como Tampa Bay Rays), foram concedidos pela MLB, para começar a jogar em 1998. Essa adição elevou o número total de franquias para 30. No início de 1997, a MLB decidiu designar um novo time para cada liga: Tampa Bay juntou-se à AL e Arizona juntou-se à NL. O plano original era ter um número ímpar de times em cada liga (15 por liga, com cinco em cada divisão), mas para que cada time pudesse jogar diariamente, isso teria exigido que um jogo interliga fosse agendado durante todo o toda a temporada. No entanto, não estava claro na época se o jogo entre as ligas continuaria após a temporada de 1998, já que deveria ser aprovado pelo sindicato dos jogadores. Por esta e outras razões, foi decidido que ambas as ligas deveriam continuar a ter um número par de times e, portanto, um clube existente teria que mudar de liga. O Milwaukee Brewers concordou em novembro de 1997 em se mudar da AL para a NL, tornando assim a NL uma liga com 16 times. Ao mesmo tempo, os Detroit Tigers concordaram em se mudar do AL East para o AL Central (para substituir Milwaukee), com a expansão Tampa Bay Devil Rays se juntando ao AL East. Mais tarde, quando o Houston Astros mudou de proprietário antes da temporada de 2013, a equipe mudou-se do NL Central para o AL West, resultando em ambas as ligas tendo três divisões de cinco times cada e permitindo que todos os times para ter uma programação mais equilibrada. O jogo entre as ligas agora é realizado ao longo da temporada.
Em 2000, a AL e a NL foram dissolvidas como entidades legais e a MLB tornou-se uma liga de jure geral única, semelhante à National Football League (NFL), National Basketball Association (NBA) e National Hockey League (NHL) - embora com dois componentes chamados "ligas" em vez de "conferências". As mesmas regras e regulamentos são usados em ambas as ligas, com uma exceção: a AL opera sob a regra do rebatedor designado (DH), enquanto o NL não. Esta diferença nas regras entre as ligas é exclusiva da MLB; as outras ligas esportivas dos EUA e Canadá têm um conjunto de regras para todas as equipes. Em 2020, a Liga Nacional (NL) usou a regra do rebatedor designado (DH) pela primeira vez.

### Equipes
| Divisão         | Equipe                | Cidade                    | Estádio                     | Capacidade      | Fundado         | Ingressou       | Ref.            |                 |
| American League | American League       | American League           | American League             | American League | American League | American League | American League | American League |
| --------------- | --------------------- | ------------------------- | --------------------------- | --------------- | --------------- | --------------- | --------------- | --------------- |
| Leste           | Baltimore Orioles     | Baltimore, Maryland       | Oriole Park at Camden Yards | 45.971          | 1901*           | 1901*           | [ 13 ]          |                 |
| Leste           | Boston Red Sox        | Boston, Massachusetts     | Fenway Park                 | 37.949          | 1901            | 1901            | [ 14 ]          |                 |
| Leste           | New York Yankees      | New York, New York        | Yankee Stadium              | 47.309          | 1901*           | 1901*           | [ 15 ]          |                 |
| Leste           | Tampa Bay Rays        | St. Petersburg, Flórida   | Tropicana Field             | 31.042          | 1998            | 1998            | [ 16 ]          |                 |
| Leste           | Toronto Blue Jays     | Toronto, Ontário          | Rogers Centre               | 49.282          | 1977            | 1977            | [ 19 ]          |                 |
| Central         | Chicago White Sox     | Chicago, Illinois         | Guaranteed Rate Field       | 40.615          | 1901            | 1901            | [ 20 ]          |                 |
| Central         | Cleveland Guardians   | Cleveland, Ohio           | Progressive Field           | 35.225          | 1901            | 1901            | [ 21 ]          |                 |
| Central         | Detroit Tigers        | Detroit, Michigan         | Comerica Park               | 41.297          | 1901            | 1901            | [ 22 ]          |                 |
| Central         | Kansas City Royals    | Kansas City, Missouri     | Kauffman Stadium            | 37.903          | 1969            | 1969            | [ 23 ]          |                 |
| Central         | Minnesota Twins       | Minneapolis, Minnesota    | Target Field                | 38.871          | 1901*           | 1901*           | [ 24 ]          |                 |
| Oeste           | Houston Astros        | Houston, Texas            | Minute Maid Park            | 41.676          | 1962 (NL)       | 2013 (AL)       | [ 25 ]          |                 |
| Oeste           | Los Angeles Angels    | Anaheim, Califórnia       | Angel Stadium               | 45.957          | 1961            | 1961            | [ 26 ]          |                 |
| Oeste           | Oakland Athletics     | Oakland, Califórnia       | Oakland Coliseum            | 35.067          | 1901*           | 1901*           | [ 27 ]          |                 |
| Oeste           | Seattle Mariners      | Seattle, Washington       | T-Mobile Park               | 47.943          | 1977            | 1977            | [ 28 ]          |                 |
| Oeste           | Texas Rangers         | Arlington, Texas          | Globe Life Field            | 40.300          | 1961*           | 1961*           | [ 29 ]          |                 |
| National League |                       |                           |                             |                 |                 |                 |                 |                 |
| Leste           | Atlanta Braves        | Atlanta, Geórgia          | Truist Park                 | 41.500          | 1871* (NA)      | 1876 (NL)       | [ 30 ]          |                 |
| Leste           | Miami Marlins         | Miami, Flórida            | LoanDepot Park              | 36.742          | 1993            | 1993            | [ 31 ]          |                 |
| Leste           | New York Mets         | New York, New York        | Citi Field                  | 41.922          | 1962            | 1962            | [ 32 ]          |                 |
| Leste           | Philadelphia Phillies | Filadélfia, Pensilvânia   | Citizens Bank Park          | 43.651          | 1883            | 1883            | [ 33 ]          |                 |
| Leste           | Washington Nationals  | Washington, D.C.          | Nationals Park              | 41.313          | 1969*           | 1969*           | [ 34 ]          |                 |
| Central         | Chicago Cubs          | Chicago, Illinois         | Wrigley Field               | 41.268          | 1874 (NA)       | 1876 (NL)       | [ 35 ]          |                 |
| Central         | Cincinnati Reds       | Cincinnati, Ohio          | Great American Ball Park    | 42.319          | 1882 (AA)       | 1890 (NL)       | [ 36 ]          |                 |
| Central         | Milwaukee Brewers     | Milwaukee, Wisconsin      | American Family Field       | 41.900          | 1969* (AL)      | 1998 (NL)       | [ 37 ]          |                 |
| Central         | Pittsburgh Pirates    | Pittsburgh, Pensilvânia   | PNC Park                    | 38.362          | 1882 (AA)       | 1887 (NL)       | [ 38 ]          |                 |
| Central         | St. Louis Cardinals   | St. Louis, Missouri       | Busch Stadium               | 43.975          | 1882 (AA)       | 1892 (NL)       | [ 39 ]          |                 |
| Oeste           | Arizona Diamondbacks  | Phoenix, Arizona          | Chase Field                 | 48.519          | 1998            | 1998            | [ 40 ]          |                 |
| Oeste           | Colorado Rockies      | Denver, Colorado          | Coors Field                 | 50.398          | 1993            | 1993            | [ 41 ]          |                 |
| Oeste           | Los Angeles Dodgers   | Los Angeles, Califórnia   | Dodger Stadium              | 56.000          | 1884* (AA)      | 1890 (NL)       | [ 42 ]          |                 |
| Oeste           | San Diego Padres      | San Diego, Califórnia     | Petco Park                  | 40.162          | 1969            | 1969            | [ 43 ]          |                 |
| Oeste           | San Francisco Giants  | San Francisco, Califórnia | Oracle Park                 | 41.915          | 1883*           | 1883*           | [ 44 ]          |                 |

Um asterisco (*) indica uma realocação de uma franquia. Consulte os respectivos artigos da equipe para obter mais informações.

## História

### Fundação
Na década de 1860, auxiliado por soldados que jogavam no campo durante a Guerra Civil, o beisebol no estilo "Nova York" se expandiu para um jogo nacional e gerou o primeiro órgão governante do beisebol, a Associação Nacional de Jogadores de Bola Base. A NABBP existiu como uma liga amadora por 12 anos. Em 1867, mais de 400 clubes eram sócios. A maioria dos clubes mais fortes continuou tendo sede no Nordeste dos Estados Unidos. Para o ano de fundação do beisebol profissional, a MLB usa o ano de 1869 - quando o primeiro time profissional, o Cincinnati Red Stockings, foi estabelecido. Um cisma se desenvolveu entre jogadores profissionais e amadores após a fundação do clube de Cincinnati. A NABBP dividiu-se em uma organização amadora e uma organização profissional. A National Association of Professional Base Ball Players, também conhecida como National Association (NA), foi formada em 1871. Sua contraparte amadora desapareceu depois de apenas alguns anos. As franquias modernas Chicago Cubs e Atlanta Braves remontam suas histórias à National Association of Professional Base Ball Players na década de 1870.

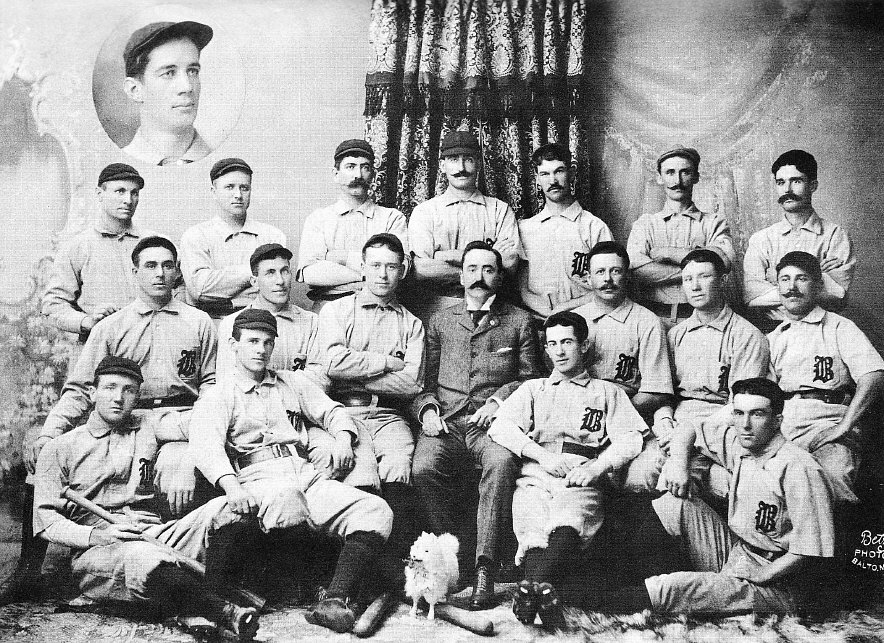
O Baltimore Orioles em 1896.

Em 1876, a Liga Nacional de Clubes Profissionais de Bola de Base (mais tarde conhecida como Liga Nacional ou NL) foi estabelecida depois que a NA se mostrou ineficaz. A liga deu ênfase aos clubes e não aos jogadores. Os clubes agora podem fazer cumprir os contratos dos jogadores, impedindo os jogadores de saltar para clubes com salários mais altos. Os clubes eram obrigados a jogar toda a programação de jogos em vez de perder os jogos programados quando o clube não estava mais na disputa pelo campeonato da liga, o que acontecia com frequência sob a AN. Um esforço concentrado foi feito para conter as apostas esportivas, o que estava deixando a validade dos resultados em dúvida. O primeiro jogo na NL - ocorrido em um sábado, 22 de abril de 1876 (no Jefferson Street Grounds, Filadélfia) - é frequentemente apontado como o início da MLB.
Os primeiros anos da NL foram tumultuados, com ameaças de ligas rivais e uma rebelião de jogadores contra a odiada "cláusula de reserva", que restringia a livre circulação de jogadores entre clubes. As equipes iam e vinham; 1882 foi a primeira temporada em que o número de membros da liga foi o mesmo da temporada anterior, e apenas quatro franquias sobreviveram para ver 1900. Ligas concorrentes se formavam regularmente e também se separavam regularmente. A mais bem-sucedida foi a American Association (1882-1891), às vezes chamada de "liga da cerveja e do uísque" por sua tolerância com a venda de bebidas alcoólicas aos espectadores. Por vários anos, os campeões da NL e da American Association se encontraram em uma série de campeonato pós-temporada - a primeira tentativa de uma World Series. As duas ligas se fundiram em 1892 como um único NL de 12 times, mas o NL perdeu quatro times após a temporada de 1899. Isso levou à formação da Liga Americana em 1901 sob o presidente da AL, Ban Johnson, e a guerra de lances resultante para jogadores levou à quebra de contratos generalizada e disputas legais.
A guerra entre AL e NL causou ondas de choque em todo o mundo do beisebol. Em uma reunião no Leland Hotel em Chicago em 1901, as outras ligas de beisebol negociaram um plano para manter sua independência. Uma nova Associação Nacional foi formada para supervisionar essas ligas menores. Embora a NA continue até hoje (conhecida como Minor League Baseball), na época Ban Johnson a via como uma ferramenta para acabar com as ameaças de rivais menores que poderiam se expandir em outros territórios e ameaçar o domínio de sua liga. Depois de 1902, NL, AL e NA assinaram um novo Acordo Nacional que vinculava os contratos independentes aos contratos com cláusula de reserva. O acordo também estabeleceu um sistema de classificação formal para ligas menores, o precursor do sistema atual que foi aprimorado pelo Branch Rickey.
Várias outras ligas de beisebol extintas são oficialmente consideradas ligas principais, e suas estatísticas e registros estão incluídos nas das duas ligas principais atuais. Estes incluem o AA, a Union Association (1884), a Players' League (1890), e a Federal League (1914–1915). Tanto o UA quanto o AA são considerados ligas principais por muitos pesquisadores do beisebol devido ao alto calibre percebido do jogo e ao número de craques apresentados. Alguns pesquisadores, incluindo Nate Silver, disputa o status de liga principal do UA, apontando que as franquias iam e vinham e que o clube de St. Louis estava deliberadamente "empilhado"; o clube de St. Louis pertencia ao presidente da liga e era o único clube próximo ao calibre da liga principal.

### Era da bola morta

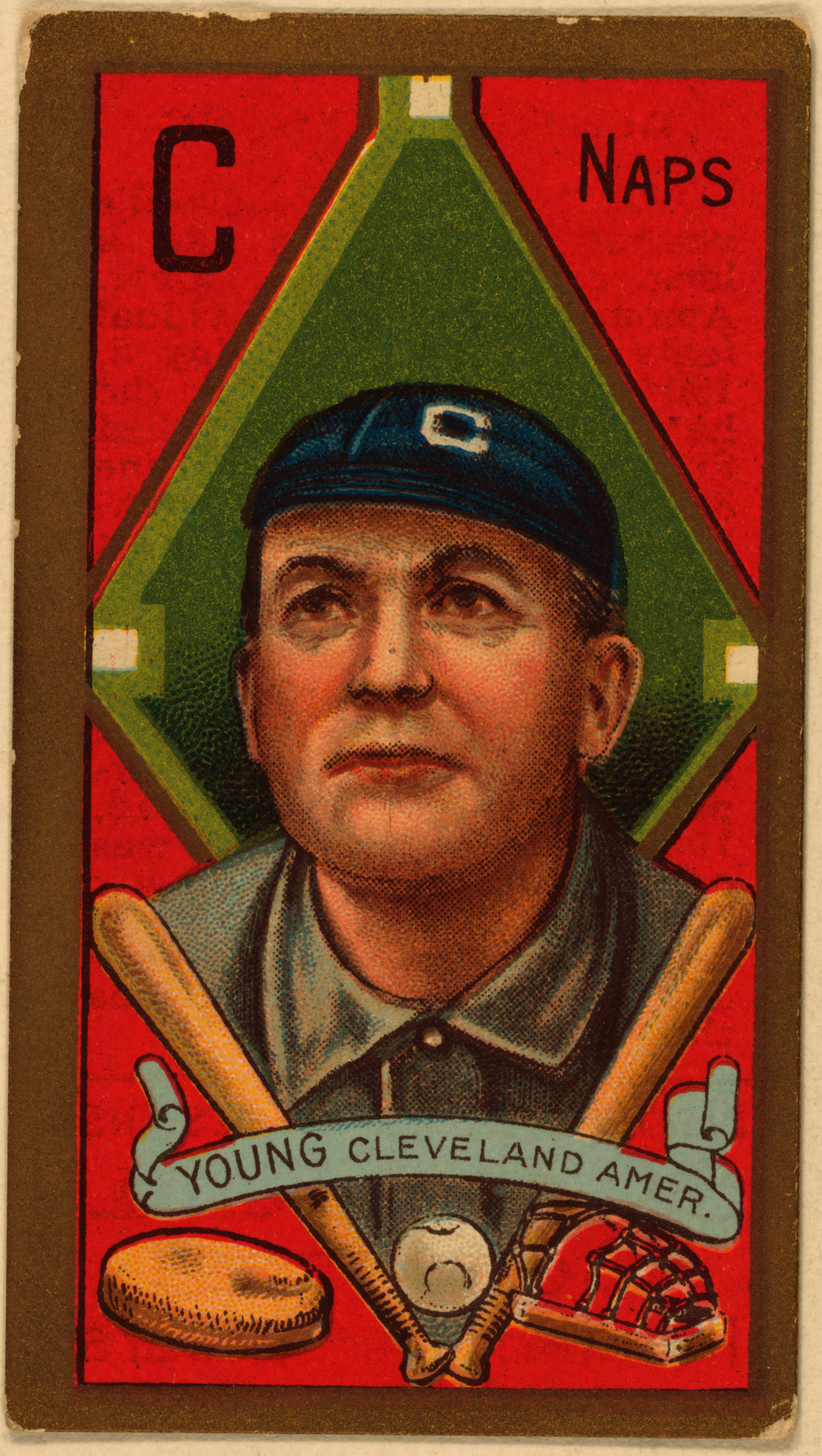
Cy Young em 1911.

O período entre 1900 e 1919 é comumente referido como a "era da bola morta". Os jogos dessa época tendiam a ter baixa pontuação e eram geralmente dominados por arremessadores, como Walter Johnson, Cy Young, Christy Mathewson, Mordecai Brown e Grover Cleveland Alexander. O termo também descreve com precisão a condição da própria bola de beisebol. O beisebol usava fio de lã americano em vez do moderno australiano e não era enrolado com tanta força, afetando a distância que iria percorrer. Mais significativamente, as bolas eram mantidas em jogo até que estivessem mutiladas, macias e às vezes tortas. Durante essa era, uma bola de beisebol custava três dólares, o equivalente a 52,72 hoje (em dólares americanos ajustados pela inflação), e os proprietários relutavam em comprar bolas novas. Esperava-se que os rebatedores cometessem faltas e (raros) home runs. As bolas de beisebol também ficavam manchadas com suco de tabaco, grama e lama e, às vezes, com suco de alcaçuz, que alguns jogadores mastigavam com o objetivo de descolorir a bola.
Além disso, os arremessadores podem manipular a bola com o uso da cuspideira (Em 1921, o uso desse arremesso era restrito a alguns arremessadores com uma cláusula anterior). Haviam também muitos estádios com grandes dimensões, como o West Side Grounds do Chicago Cubs, que ficava a 560 pés (170 m) da cerca central do campo, e o Huntington Avenue Grounds do Boston Red Sox, que tinha 635 pés (194 m) para a cerca central do campo, portanto, home runs eram raros, e táticas de "bola pequena", como Rebatida simples, bunts, bases roubadas e o jogo de rebatidas e corridas dominavam as estratégias da época. Métodos de rebatidas como o Baltimore Chop foram usados ??para aumentar o número de rebatidas simples dentro do campo. Em um golpe bem-sucedido em Baltimore, o batedor atinge a bola com força no solo, fazendo com que ela salte tão alto que alcança a primeira base antes que a bola possa ser posta em campo e arremessada para o primeiro homem da base.
A adoção da regra do ataque sujo no início do século XX rapidamente fez com que o beisebol deixasse de ser um jogo de alta pontuação e passasse a ser uma luta. Antes da instituição desta regra, as bolas sujas não eram contadas como rebatidas: um batedor podia fazer falta em qualquer número de arremessos sem nenhuma rebatida contada contra ele; isso deu uma vantagem enorme ao batedor. Em 1901, a NL adotou a regra do golpe sujo, e a AL fez o mesmo em 1903. Depois da World Series de 1919 entre o Chicago White Sox e o Cincinnati Reds, o beisebol foi abalado por alegações de um esquema de fraude conhecido como Escândalo Black Sox. Oito jogadores - Joe Jackson, Eddie Cicotte, Claude "Lefty" Williams, George "Buck" Weaver, Arnold "Chick" Gandil, Fred McMullin, Charles "Swede" Risberg e Oscar "Happy" Felsch - perderam intencionalmente a World Series em troca por um anel no valor de $ 100.000 ($1.064.705,88 em dólares de 2016). Apesar de terem sido absolvidos, todos foram banidos permanentemente da Liga Principal de Beisebol.

### Aumento de popularidade
A popularidade do beisebol aumentou nas décadas de 1920 e 1930. A temporada de 1920 foi notável pela morte de Ray Chapman, do Cleveland Indians. Chapman, que foi atingido na cabeça por um arremesso e morreu poucas horas depois, tornou-se o único jogador da MLB a morrer de uma lesão em campo, uma tragédia que levou diretamente a ambas as ligas exigindo a colocação em jogo de novas bolas de beisebol brancas sempre que uma bola ficasse danificada ou suja, ajudando a encerrar a era da "bola morta". No ano seguinte, o New York Yankees fez sua primeira aparição na World Series. No final da década de 1930, a equipe apareceu em 11 World Series, vencendo oito delas. O jogador dos Yankees Babe Ruth havia estabelecido o recorde de home runs na única temporada em 1927, atingindo 60 home runs; alguns anos antes, Ruth havia estabelecido o mesmo recorde com 29 home runs.
Afetada pelas dificuldades da Grande Depressão, a popularidade do beisebol começou a cair no início dos anos 1930. Em 1932, apenas duas equipes da MLB tiveram lucro. O comparecimento do público nos estádios caiu, devido, pelo menos em parte, a um imposto federal sobre diversões de 10% adicionado aos preços dos ingressos para o beisebol. Proprietários de beisebol cortararam suas listas de 25 jogadores para 23, e até mesmo os melhores jogadores vão sofrendo com cortes salariais. Os executivos das equipes foram inovadores em suas tentativas de sobrevivência, criando jogos noturnos, transmitindo jogos ao vivo por rádio e lançando promoções como entrada gratuita para mulheres. Durante o período da Grande Depressão, nenhuma equipe da MLB se mudou ou encerrou suas atividades.

### Era da segunda guerra mundial
O início da Segunda Guerra Mundial criou uma escassez significativa de jogadores profissionais de beisebol, pois mais de 500 homens deixaram as equipes da MLB para servir nas forças armadas. Muitos deles jogaram em times de beisebol de serviço que divertiam militares nos Estados Unidos ou no Pacífico. As equipes da MLB dessa época consistiam em grande parte de homens jovens, jogadores mais velhos e aqueles com uma classificação militar de 4F, indicando inadequação mental, física ou moral para o serviço. Homens como Pete Gray, um outfielder de um braço só, tiveram a chance de avançar para as ligas principais. No entanto, as listas da MLB não incluíam nenhum jogador negro até o final da guerra. Jogadores negros, muitos dos quais serviram na guerra, ainda estavam restritos a jogar o beisebol da Liga Negra.
As restrições de blackout em tempos de guerra, projetadas para manter a iluminação externa em níveis baixos, causaram outro problema para o beisebol. Essas regras limitaram as viagens e os jogos noturnos a tal ponto que a temporada de 1942 quase teve que ser cancelada. Em 14 de janeiro de 1942, o comissário da MLB, Kenesaw Mountain Landis, escreveu uma carta ao presidente dos Estados Unidos, Franklin D. Roosevelt implorando pela continuação do beisebol durante a guerra na esperança de um início de uma nova temporada da liga principal. O presidente Roosevelt respondeu: "Sinceramente, acho que seria melhor para o país manter o beisebol funcionando. Haverá menos pessoas desempregadas e todos trabalharão mais horas e mais do que nunca. E isso significa que eles deveriam ter uma chance de recreação e para distrair suas mentes de seu trabalho ainda mais do que antes". Com a aprovação do presidente Roosevelt, o treinamento de primavera começou em 1942 com poucas repercussões. A guerra interrompeu a carreira de estrelas como Stan Musial, Bob Feller, Ted Williams e Joe DiMaggio, mas os clubes de beisebol continuaram a colocar seus times em campo.

### Quebrando a barreira da cor

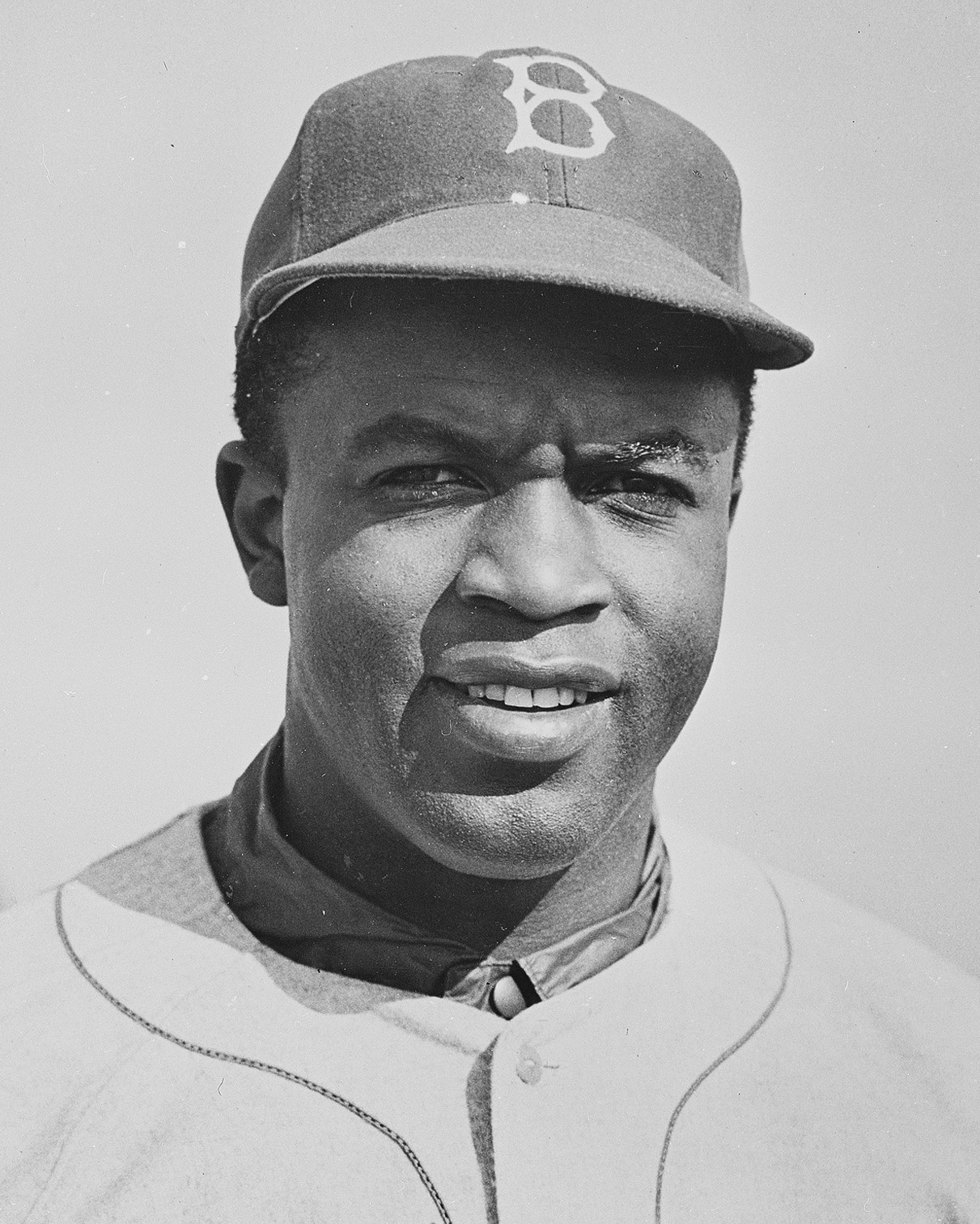
Jackie Robinson em 1950.

Branch Rickey, presidente e gerente geral do Brooklyn Dodgers, começou a se esforçar para apresentar um jogador de beisebol negro às ligas profissionais de beisebol, antes exclusivamente brancas, em meados da década de 1940. Ele selecionou Jackie Robinson de uma lista de promissores jogadores da liga negra. Depois de obter o compromisso de Robinson de "dar a outra face" a qualquer antagonismo racial dirigido a ele, Rickey concordou em assinar um contrato de US$ 600 por mês. No que mais tarde foi referido como "The Noble Experiment", Robinson foi o primeiro jogador negro de beisebol na Liga Internacional desde a década de 1880, juntando-se ao clube da fazenda dos Dodgers, o Montreal Royals, na temporada de 1946.
No ano seguinte, o Dodgers convocou Robinson para as ligas principais. Em 15 de abril de 1947, Robinson fez sua estreia na liga principal no Ebbets Field diante de uma multidão de 26.623 espectadores, incluindo mais de 14.000 torcedores negros. Fãs negros de beisebol começaram a se aglomerar para ver o Dodgers quando eles chegavam à cidade, abandonando os times da Liga Negra que acompanhavam exclusivamente. A promoção de Robinson teve uma recepção geralmente positiva, embora mista, entre redatores de jornais e jogadores brancos da liga principal. O treinador Leo Durocher informou à sua equipe: "Não me importa se o cara é amarelo ou preto, ou se ele tem listras como a porra de uma zebra. Sou o técnico desta equipe e digo que ele joga. Além do mais, eu digo que ele pode tornar todos nós ricos. E se algum de vocês não puder usar o dinheiro, verei se todos vocês serão negociados".
Depois de uma ameaça de greve de alguns jogadores, o presidente da NL Ford Frick e o comissário do beisebol Happy Chandler informaram que qualquer jogador em greve seria suspenso. Robinson recebeu incentivo significativo de vários jogadores da liga principal, incluindo o colega de equipe dos Dodgers, Pee Wee Reese, que disse: "Você pode odiar um homem por muitas razões. A cor não é uma delas." Naquele ano, Robinson ganhou o prêmio inaugural de Novato do Ano da Liga Principal de Beisebol (as distinções de Novato do Ano em NL e AL não foram concedidas até 1949). Menos de três meses depois, Larry Doby se tornou o primeiro afro-americano a quebrar a barreira da cor na Liga Americana com o Cleveland Indians. No ano seguinte, vários outros jogadores negros entraram nas ligas principais. Satchel Paige foi contratado pelos Indians e o Dodgers acrescentaram o astro do time Roy Campanella e Don Newcombe, que mais tarde foi o primeiro vencedor do Cy Young Award por seu excelente lançamento.

### Relocação e expansão
De 1903 a 1953, as ligas principais consistiam em duas ligas de oito equipes, cujas 16 equipes estavam localizadas em dez cidades, todas no nordeste e centro-oeste dos Estados Unidos: Nova York tinha três equipes e Boston, Chicago, Filadélfia e St. Louis tinha cada uma duas equipes. St. Louis era a cidade mais meridional e ocidental com um time da liga principal. A viagem rodoviária mais longa possível, de Boston a St. Louis, levava cerca de 24 horas de trem. Depois de meio século de estabilidade, começando na década de 1950, as equipes começaram a se mudar das cidades com várias equipes indo para cidades que não tinham times antes. Em três anos consecutivos, de 1953 a 1955, três times se mudaram para novas cidades: o Boston Braves se tornou o Milwaukee Braves, o St. Louis Browns tornou-se o Baltimore Orioles e o Philadelphia Athletics tornou-se o Kansas City Athletics.

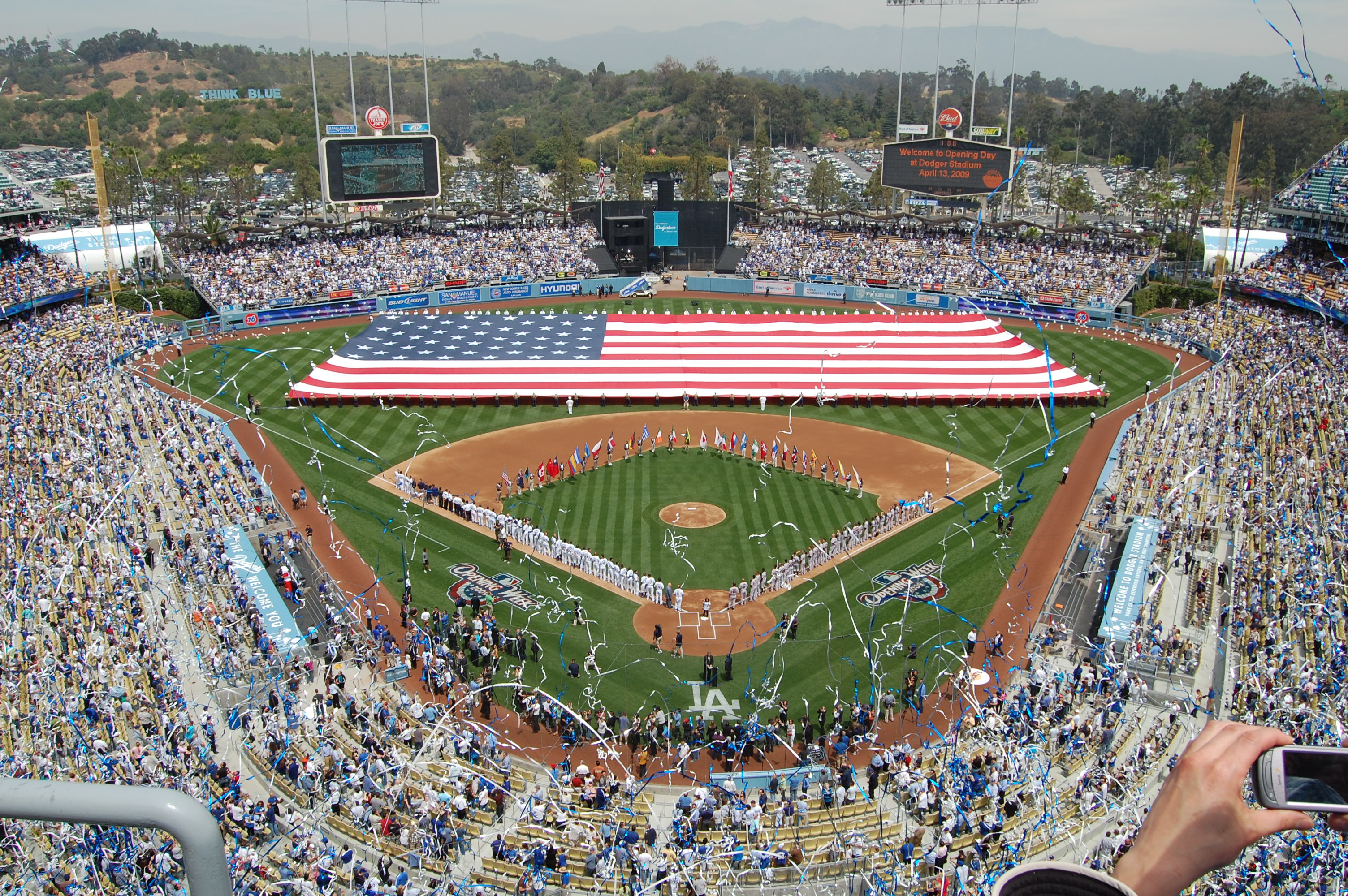
Dodger Stadium em 2009.

A temporada de 1958 da Liga Principal de Beisebol foi talvez a temporada crucial para tornar a Liga Principal de Beisebol uma liga nacional. Walter O'Malley, dono do Brooklyn Dodgers, mudou seu time para Los Angeles, marcando a primeira franquia da liga principal na Costa Oeste. Chamado de "talvez o proprietário mais influente da era de expansão inicial do beisebol", [2] O'Malley apareceu na capa da Time como resultado de seus esforços para levar o beisebol a um esporte mais nacional [3] O'Malley também foi influente em persuadir o rival New York O Giants se mudou para o oeste para se tornar o San Francisco Giants. O Giants já estavam sofrendo com a queda nos recordes de público em seu estádio envelhecido, o Polo Grounds. Se os Dodgers tivessem se mudado para o oeste sozinhos, o St. Louis Cardinals - a 1.600 mi (2.575 km) de distância [4] [5] - teria sido a equipe NL mais próxima. A mudança conjunta Isso fez com que as viagens pela costa oeste ficassem econômicas para as equipes visitantes. O'Malley convidou o prefeito de São Francisco, George Christopher, para ir a Nova York e se encontrar com o proprietário do Giants, Horace Stoneham . Stoneham estava considerando mover os Giants para Minnesota, mas ele foi convencido a se juntar a O'Malley na Costa Oeste no final de 1957. As reuniões entre Stoneham, Christopher e O'Malley ocorreram contra a vontade de Ford Frick, o Comissário do Beisebol. Os movimentos duplos tiveram sucesso para ambas as franquias - e para a MLB. O Dodgers estabeleceram um recorde de público em um único jogo da MLB em sua primeira aparição em casa com 78.672 fãs.
Em 1961, a primeira franquia Washington Senators mudou-se para Minneapolis – St. Paul e se tornou o Minnesota Twins. Duas novas equipes foram adicionadas à Liga Americana ao mesmo tempo: o Los Angeles Angels (que logo se mudou do centro de LA para a vizinha Anaheim) e uma nova franquia do Washington Senators. A NL acrescentou o Houston Astros e o New York Mets em 1962. Os Astros (conhecidos como "Colt .45s" durante suas três primeiras temporadas) se tornaram a primeira franquia da liga principal do sul desde que o Louisville Colonels fechou em 1899 e a primeira franquia a estar localizado ao longo da Costa do Golfo. O Mets estabeleceu uma reputação de futilidade com uma campanha de 40-120 durante sua primeira temporada de jogo na capital da mídia do país - e jogando apenas um pouco melhor nas campanhas subsequentes - mas em sua oitava temporada (1969) o Mets se tornou a primeiro das equipes de expansão dos anos 1960 a jogar na pós-temporada, culminando com o título da World Series contra o favorito Baltimore Orioles.
Em 1966, as ligas principais mudaram-se para o "Deep South" quando os Braves se mudaram para Atlanta. Em 1968, o Kansas City Athletics mudou-se para o oeste para se tornar o Oakland Athletics. Em 1969, a American League e a National League adicionaram duas franquias de expansão. A Liga Americana acrescentou o Seattle Pilots (que se tornou o Milwaukee Brewers depois de uma temporada desastrosa em Seattle) e o Kansas City Royals. A NL adicionou a primeira franquia canadense, o Montreal Expos, bem como o San Diego Padres. Em 1972, o Washington Senators mudou-se para Metroplex de Dallas-Forth Worth e se tornou o Texas Rangers. Em 1977, o beisebol se expandiu novamente, adicionando um segundo time canadense, o Toronto Blue Jays, bem como o Seattle Mariners. Posteriormente, nenhuma nova equipe foi adicionada até a década de 1990 e nenhuma equipe se mudou até 2005.

## Uniformes

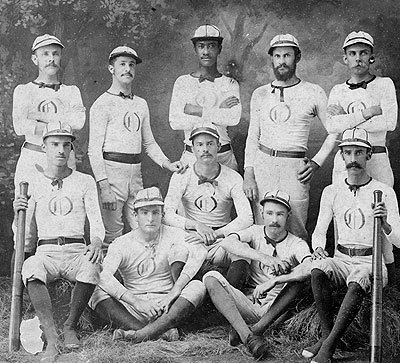
Um time de beisebol e seus uniformes na década de 1870.

Um uniforme de beisebol é um tipo de uniforme usado por jogadores de beisebol e por algumas pessoas que não jogam, como gerentes de campo e técnicos. É usado para indicar o papel da pessoa no jogo e - por meio do uso de logotipos, cores e números - para identificar as equipes e seus jogadores, dirigentes e treinadores. Tradicionalmente, os uniformes da casa exibem o nome do time na frente, enquanto os uniformes fora de casa exibem a localização da casa do time. Nos tempos modernos, no entanto, as exceções a esse padrão tornaram-se comuns, com as equipes usando o nome de suas equipes em ambos os uniformes. A maioria das equipes também tem um ou mais uniformes alternativos, geralmente consistindo da cor da equipe primária ou secundária no colete, em vez do branco ou cinza usual. Nas últimas décadas, os uniformes antigos tornaram-se populares.
O New York Knickerbockers foi o primeiro time de beisebol a usar uniforme, entrando em campo no dia 4 de abril de 1849, com calças de lã azul, camisas de flanela branca (jerseys) e chapéus de palha. Bonés e outros tipos de chapéus fazem parte dos uniformes do beisebol desde o início. Os times de beisebol geralmente usavam chapéus de palha de aba inteira ou nenhum boné, uma vez que não havia nenhuma regra oficial a respeito de chapéus. De acordo com as regras uniformes de 1882, os jogadores do mesmo time usavam uniformes de cores e padrões diferentes que indicavam em que posição eles jogavam.
No final da década de 1880, os Detroit Wolverines e o Washington Nationals da National League e o Brooklyn Bridegrooms da American Association foram os primeiros a usar uniformes listrados. No final do século 19, os times começaram a praticar dois uniformes diferentes, um para quando jogavam em casa em seu próprio estádio de beisebol e outro para quando jogavam fora no outro estádio da equipe. Tornou-se comum usar calças brancas com colete branco em casa e calças cinza com colete cinza ou sólido (escuro) quando fora. Em 1900, os uniformes de casa e fora eram padrão nas ligas principais.

## Estrutura da temporada

### Spring training
O Spring training, ou treinamento de primavera é uma série de treinos e jogos de exibição que precedem o início da temporada regular. As equipes realizam campos de treinamento nos estados do Arizona e Flórida, onde o clima quente e precoce permite que as equipes pratiquem e joguem sem se preocupar com o frio do final do inverno. O treinamento de primavera permite que novos jogadores façam testes para escalar e posicionar vagas, e dá aos jogadores da equipe existente tempo de prática antes do jogo competitivo. As equipes que realizam o treinamento de primavera no Arizona são agrupadas na Cactus League, enquanto as equipes que realizam o acampamento na Flórida são conhecidas como Grapefruit League. O treinamento de primavera sempre atraiu a atenção dos fãs, atraindo multidões que viajam para climas mais quentes para aproveitar o clima e assistir aos jogos de seus times favoritos, e o treinamento de primavera geralmente coincide com as férias de primavera para muitos estudantes universitários. Os caçadores de autógrafos também encontram maior acesso aos jogadores durante o treinamento de primavera.
O treinamento de primavera normalmente dura quase dois meses, começando em meados de fevereiro e indo até um pouco antes do dia de abertura da temporada, tradicionalmente na primeira semana de abril. Como os arremessadores se beneficiam de um período de treinamento mais longo, os arremessadores e apanhadores começam o treinamento de primavera vários dias antes do resto da equipe.

### Temporada regular

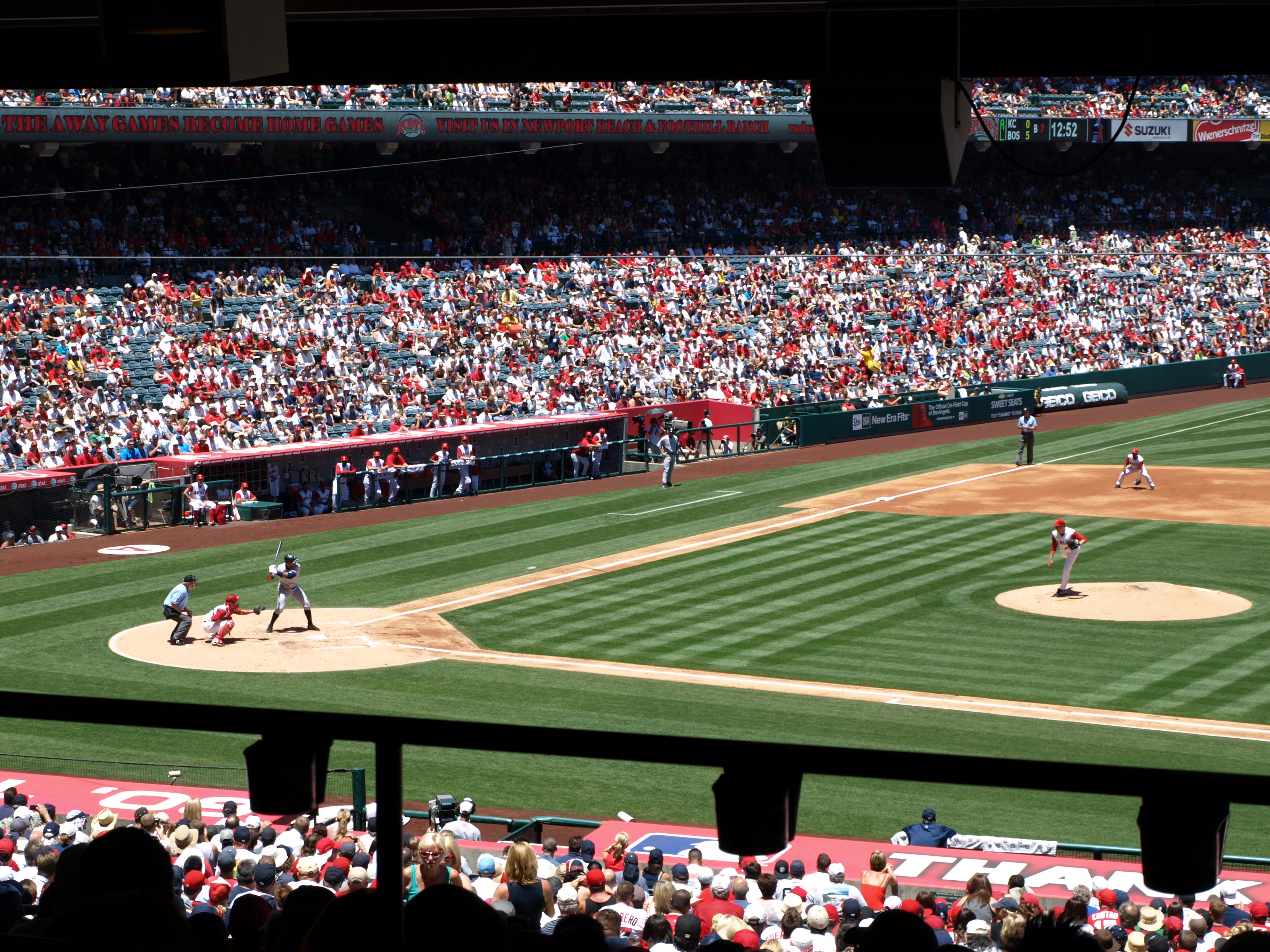
Partida entre New York Yankees e Los Angeles Angels of Anaheim da MLB.

A programação de cada equipe é normalmente organizada em séries de três jogos, com ocasionais séries de dois ou quatro jogos. Jogos adiados ou continuações de jogos suspensos podem resultar em uma série ad hoc de um ou cinco jogos. As séries de uma equipe são organizadas em homestands e viagens rodoviárias que agrupam várias séries. As equipes geralmente jogam cinco a sete dias por semana, geralmente tendo segunda ou quinta-feira como dia de folga. Frequentemente, os jogos são agendados para a noite. Os jogos de domingo geralmente são disputados à tarde, permitindo que as equipes viajem para o próximo destino antes do jogo de segunda à noite. Além disso, as equipes jogarão jogos diários com frequência no Dia de Abertura, feriados e outras ocasiões.
Cada equipe joga 19 partidas contra cada um de seus quatro oponentes divisionais. Joga uma série em casa e uma fora de casa, no valor de seis ou sete jogos, frente às outras 10 equipes da sua liga. Um time também joga uma das divisões da outra liga, em rodízio a cada ano, com dois adversários em uma série de três jogos em casa, dois em uma série de três jogos fora e um com quatro jogos divididos entre casa e fora. Além disso, cada equipe tem um interliga "rival natural" (em muitos casos, seu homólogo na mesma área metropolitana) com o qual joga dois jogos em casa e dois jogos fora de cada ano.
Com um número ímpar de times em cada liga (15), é necessário que dois times participem do jogo de interliga na maioria dos dias da temporada, exceto quando dois ou mais times tiverem folga. Cada equipe joga 20 partidas entre as ligas ao longo da temporada, geralmente com apenas uma partida entre as ligas por dia, mas durante um fim de semana no final de maio todas as equipes participarão de uma série entre as ligas. O uso da regra DH é determinado pelo time da casa da liga. Antes de 2013, o jogo entre as ligas era estruturado de forma diferente: haveria um fim de semana em meados de maio e outro período consistindo tipicamente nos últimos dois terços de junho, em que todas as equipes jogavam jogos entre as ligas (exceto para duas equipes da NL cada dia), e não jogos de interliga foram agendados fora dessas datas. (Antes de 2013, o jogo interliga ao longo da temporada não era necessário, porque cada liga tinha um número par de times. Em 2013, o Houston Astros mudou para a Liga Americana, de modo que cada liga teria 15 times.
Ao longo de uma temporada, as equipes competem pelas cinco vagas nos playoffs em suas respectivas ligas. Para garantir uma vaga, uma equipe deve vencer sua divisão ou obter uma vaga de curinga por ter um dos dois melhores registros entre os não vencedores em toda a sua liga. Após a conclusão da temporada de 162 jogos, um ou mais jogos de desempate podem ser necessários para determinar a participação na pós-temporada.

### All-Star Game
O presidente John F. Kennedy lançando o primeiro arremesso no All-Star Game de 1962 no DC Stadium
Do início a meados de julho, logo após o meio da temporada, o Jogo das Estrelas da Liga Principal de Beisebol é realizado durante um intervalo de quatro dias do cronograma da temporada regular. O All-Star Game apresenta uma equipe de jogadores da Liga Americana (AL) - comandada pelo técnico da equipe anterior da AL World Series - e uma equipe de jogadores da Liga Nacional (NL), gerida de forma semelhante, em um jogo de exibição. De 1959 a 1962, foram realizados dois jogos em cada temporada, um em julho e outro em agosto. A regra do rebatedor designado foi usada no All-Star Game pela primeira vez em 1989. Os jogos seguintes usaram DH quando o jogo foi jogado em um estádio AL. Desde 2010, a regra DH está em vigor independentemente do local.
| Recordes na World Series                                                               | Recordes na World Series | Recordes na World Series | Recordes na World Series | Recordes na World Series |
| Equipe                                                                                 | Títulos                  | Último                   | Jogos                    |                          |
| -------------------------------------------------------------------------------------- | ------------------------ | ------------------------ | ------------------------ | ------------------------ |
| New York Yankees (AL) †                                                                | 27                       | 2009                     | 41                       |                          |
| St. Louis Cardinals (NL)                                                               | 11                       | 2011                     | 19                       |                          |
| Oakland Athletics (AL) †                                                               | 9                        | 1989                     | 14                       |                          |
| Boston Red Sox (AL) †                                                                  | 9                        | 2018                     | 13                       |                          |
| San Francisco Giants (NL) †                                                            | 8                        | 2014                     | 20                       |                          |
| Los Angeles Dodgers (NL) †                                                             | 8                        | 2024                     | 22                       |                          |
| Cincinnati Reds (NL)                                                                   | 5                        | 1990                     | 9                        |                          |
| Pittsburgh Pirates (NL)                                                                | 5                        | 1979                     | 7                        |                          |
| Detroit Tigers (AL)                                                                    | 4                        | 1984                     | 11                       |                          |
| Atlanta Braves (NL) †                                                                  | 4                        | 2021                     | 10                       |                          |
| Chicago Cubs (NL)                                                                      | 3                        | 2016                     | 11                       |                          |
| Baltimore Orioles (AL) †                                                               | 3                        | 1983                     | 7                        |                          |
| Minnesota Twins (AL) †                                                                 | 3                        | 1991                     | 6                        |                          |
| Chicago White Sox (AL)                                                                 | 3                        | 2005                     | 5                        |                          |
| Philadelphia Phillies (NL)                                                             | 2                        | 2008                     | 8                        |                          |
| Cleveland Guardians (AL)                                                               | 2                        | 1948                     | 6                        |                          |
| New York Mets (NL)                                                                     | 2                        | 1986                     | 5                        |                          |
| Kansas City Royals (AL)                                                                | 2                        | 2015                     | 4                        |                          |
| Miami Marlins (NL) †                                                                   | 2                        | 2003                     | 2                        |                          |
| Toronto Blue Jays (AL)                                                                 | 2                        | 1993                     | 2                        |                          |
| Houston Astros (NL-AL, 2013) †                                                         | 2 AL                     | 2022                     | 5 4-AL 1-NL              |                          |
| Washington Nationals (NL) †                                                            | 1                        | 2019                     | 1                        |                          |
| Los Angeles Angels (AL) †                                                              | 1                        | 2002                     | 1                        |                          |
| Arizona Diamondbacks (NL)                                                              | 1                        | 2001                     | 1                        |                          |
| Texas Rangers (AL) †                                                                   | 1                        | 2023                     | 3                        |                          |
| Tampa Bay Rays (AL) †                                                                  | 0                        |                          | 2                        |                          |
| San Diego Padres (NL)                                                                  | 0                        |                          | 2                        |                          |
| Colorado Rockies (NL)                                                                  | 0                        |                          | 1                        |                          |
| Milwaukee Brewers (AL-NL, 1998) †                                                      | 0                        |                          | 1 AL                     |                          |
| ‡ Seattle Mariners (AL)                                                                | 0                        |                          | 0                        |                          |
| † Os totais incluem o registro de uma equipe em uma cidade anterior ou com outro nome. |                          |                          |                          |                          |
| ‡ Ainda não jogou em uma World Series.                                                 |                          |                          |                          |                          |
| NL=National League                                                                     | AL=American League       | AL=American League       | AL=American League       |                          |
| Fonte: MLB.com                                                                         |                          |                          |                          |                          |

O primeiro All-Star Game oficial foi realizado como parte da Feira Mundial de 1933 em Chicago, Illinois, e foi uma ideia de Arch Ward, então editor de esportes do Chicago Tribune. Inicialmente planejado para ser um evento único, seu grande sucesso resultou em tornar o jogo um evento anual. A contribuição de Ward foi reconhecida pela Major League Baseball em 1962 com a criação do "Arch Ward Trophy", concedido ao Jogador Mais Valioso do All-Star Game a cada ano. (Em 1970, foi renomeado como Troféu do Comissário, até 1985, quando a mudança de nome foi revertida. Em 2002, foi renomeado como Prêmio Ted Williams para Jogador Mais Valioso).
Começando em 1947, os oito jogadores de posição na escalação inicial de cada equipe foram eleitos para o jogo pelos fãs. A votação dos fãs foi interrompida após um escândalo de enchimento de urnas em 1957 em Cincinnati: sete das oito vagas originalmente foram para jogadores do Reds, dois dos quais foram posteriormente removidos da escalação para dar lugar a Willie Mays e Hank Aaron. A votação dos fãs foi restabelecida em 1970 e tem continuado desde então, incluindo a votação pela Internet nos últimos anos.
A disputa de 2002 em Milwaukee terminou de forma polêmica em um empate de 11 entradas, quando os dois gerentes ficaram sem arremessadores. Em resposta, a partir de 2003, a liga que venceu o jogo All-Star recebeu a vantagem de jogar em casa na World Series: o campeão da liga hospedou os dois primeiros jogos em seu próprio estádio, bem como os dois últimos (se necessário). A Liga Nacional não ganhou um jogo All-Star e, portanto, não ganhou a vantagem de jogar em casa até 2010; mesmo assim foi capaz de superar essa desvantagem e vencer em três das sete World Series de 2003 a 2009. Isso foi interrompido após a temporada de 2016.
Os All-Stars da MLB de ambas as ligas usaram uniformes de suas respectivas equipes no jogo, com uma exceção. No All-Star Game de 1933, os membros da equipe All-Star da Liga Nacional usaram uniformes cinza especiais com "Liga Nacional" escrito em letras azul marinho na frente da camisa. Em 3 de julho de 2020, foi anunciado que o All-Star Game de 2020 agendado para ser realizado em Los Angeles não seria jogado devido à pandemia de COVID-19. Como compensação, Los Angeles foi premiado com o próximo jogo do All-Star em 2022.

### Pós-temporada (Playoffs)
Quando a temporada regular termina após o primeiro domingo de outubro (ou o último domingo de setembro), dez times entram nos playoffs da pós-temporada. Essas dez equipes consistem em seis times que são campeões de divisão ganhando o melhor registro geral de vitórias-derrotas da temporada regular para suas respectivas divisões, e quatro que são times "curinga", chamados de "wild-card", que são cada um dos dois times em suas respectivas ligas que teve a melhor campanha de vitórias e derrotas na temporada regular, mas não é campeão de divisão. Quatro rodadas de séries de jogos são jogadas para determinar o campeão:
1. Wild Card Game, um playoff de um jogo entre as duas equipes de curinga em cada liga.
2. American League Division Series e National League Division Series, cada série de melhor de cinco jogos.
3. American League Championship Series e National League Championship Series, cada série de melhor de sete jogos disputada entre as equipes vencedoras da Division Series. Os campeões da liga são informalmente chamados de vencedores da flâmula.
4. World Series, uma série melhor de sete jogos disputada entre os vencedores da flâmula de cada liga.

Em cada liga, os vencedores das divisões são cabeças de chave n ° 1, n ° 2 e n ° 3, com base nos registros de vitórias e derrotas. A equipe com o melhor histórico entre os vencedores de outras divisões será o primeiro curinga e o quarto colocado no ranking. O time com o segundo melhor registro entre os vencedores de outras divisões será o segundo wild card e o 5.º cabeça de chave. Na rodada do wild card, o cabeça de chave No. 5 jogará com o cabeça de chave No. 4 em um playoff de um jogo. Para a série de divisão, o confronto será o nº 1 contra o vencedor do Wild Card Game e o nº 2 contra o nº 3. Desde 2017, a vantagem de jogar em casa na World Series é determinada pelos registros da temporada regular dos dois campeões da liga, substituindo um sistema usado nas 14 temporadas anteriores, onde o campeão da liga que vencesse o All-Star Game iria receber a vantagem de jogar em casa.
Como cada série de pós-temporada é dividida entre os campos de casa dos dois times, a vantagem de jogar em casa geralmente não desempenha um grande papel na pós-temporada a menos que a série chegue ao seu número máximo de jogos, dando a um time um jogo adicional em casa. No entanto, os dois primeiros jogos de uma série pós-temporada são hospedados pelo mesmo time. Essa equipe pode ter uma chance maior de iniciar a série com duas vitórias, ganhando assim algum impulso para o resto da série. A regra DH na World Series só é usada em jogos disputados no campo dos campeões da Liga Americana. Os jogos em casa da Liga Nacional usam as regras tradicionais com os arremessadores de cada equipe rebatendo.

## Esteróides no beisebol
Em 1998, Mark McGwire e Sammy Sosa superaram um recorde de longa data da MLB de 61 home runs. Barry Bonds liderou o recorde em 2001 com 73 home runs. McGwire, Bonds e Sosa se tornaram objetos de especulação em relação ao uso de substâncias para melhorar o desempenho. McGwire mais tarde admitiu que usou um hormônio esteroide que ainda era legal no beisebol durante a temporada de 1998. A política original de teste de esteroides do beisebol, em vigor de 2002 a 2005, previa penalidades que iam desde uma suspensão de dez jogos para um primeiro teste positivo a uma suspensão de um ano para um quarto teste positivo. Os jogadores eram testados pelo menos uma vez por ano, com a chance de que vários jogadores pudessem ser testados várias vezes por ano.

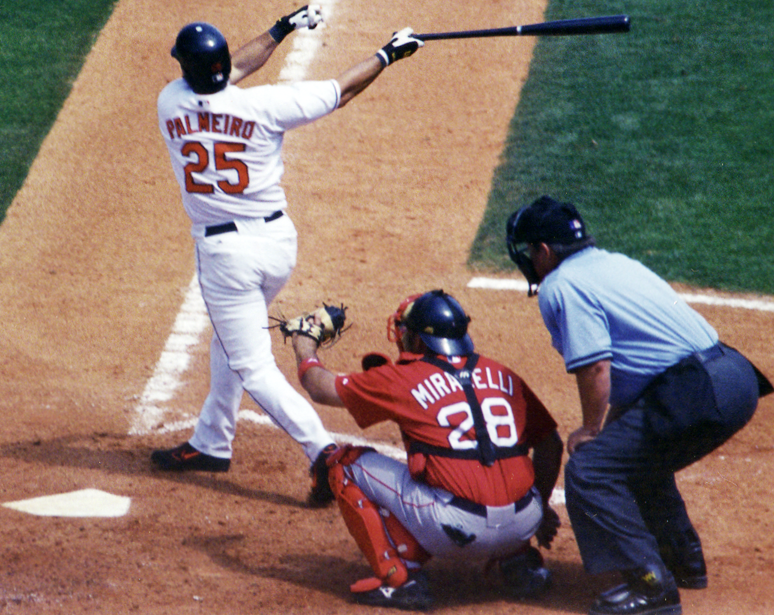
Rafael Palmeiro (25), um dos jogadores suspenso por uso de esteroides.

Um livro de 2006, Game of Shadows do San Francisco Chronicle feito pelos repórteres investigativos Lance Williams e Mark Fainaru-Wada, narrou um alegado uso extensivo de melhoradores de desempenho, incluindo vários tipos de esteroides e hormônio de crescimento pelas estrelas do beisebol Barry Bonds, Gary Sheffield e Jason Giambi. O ex- líder da maioria no Senado George Mitchell foi nomeado em 30 de março de 2006 para investigar o uso de drogas para melhorar o desempenho na MLB. A nomeação foi feita depois que vários membros influentes do Congresso dos Estados Unidos fizeram comentários negativos sobre a eficácia e a honestidade das políticas de drogas da MLB.
Um dia antes do lançamento do Relatório Mitchell em 2007, Selig disse: "Não vi o relatório ainda, mas estou orgulhoso de tê-lo feito". O relatório disse que após o início dos testes aleatórios obrigatórios em 2004, o tratamento com HGH para aprimoramento atlético se tornou popular entre os jogadores, já que o HGH não é detectável nos testes. Ele apontou que o HGH é provavelmente um placebo sem efeitos de melhoria de desempenho. O relatório incluiu alegações de uso de substâncias contra pelo menos um jogador de cada equipe da MLB. De acordo com a ESPN, algumas pessoas questionaram se o papel de diretor de Mitchell com o Boston Red Sox criou um conflito de interesses, especialmente porque nenhum "jogador principal do Sox  estava no relatório". O relatório mencionou vários jogadores do Yankees proeminentes que faziam parte de clubes da World Series; há uma rivalidade duradoura e feroz entre os Yankees e o Red Sox. O ex promotor dos Estados Unidos John M. Dowd mencionou o conflito de interesses de Mitchell, mas ele disse mais tarde que o ex-senador havia feito um bom trabalho. Mitchell reconheceu que seu "relacionamento estreito com a Major League Baseball o deixou aberto a críticas", mas ele disse que os leitores que examinarem o relatório de perto "não encontrarão nenhuma evidência de parcialidade, de tratamento especial para o Red Sox".
Em 10 de janeiro de 2013, a MLB e o sindicato dos jogadores chegaram a um acordo para adicionar testes de HGH aleatórios na temporada. Eles também concordaram em implementar um novo teste para revelar o uso de testosterona para a temporada de 2013. A atual política de drogas da MLB prevê uma suspensão de 80 jogos para um primeiro teste positivo, uma suspensão de 162 jogos para um segundo teste positivo e uma suspensão vitalícia para um terceiro teste positivo. Em 2009, surgiram alegações contra Alex Rodriguez e David Ortiz. Manny Ramirez recebeu uma suspensão de 50 jogos após teste positivo para substâncias proibidas. No início de abril de 2011, Ramirez se aposentou do beisebol em vez de enfrentar uma suspensão de 100 jogos por seu segundo teste de esteroide positivo.

## Jogadores brasileiros
Desde 2012 o Brasil tem representantes jogando na MLB. O primeiro foi Yan Gomes. No dia 9 de abril de 2015 ocorreu a estreia de Paulo Orlando, outfielder do Kansas City Royals.
Em 2015, Paulo Orlando se tornou o primeiro brasileiro a ser campeão da MLB, quando o seu time Kansas City Royals derrotou o New York Mets por 4 jogos a 1. Em 2019, a equipe do Washington Nationals sagrou-se campeã da MLB ao derrotar o Houston Astros na World Series por 4 jogos a 3, tornando Yan Gomes o segundo brasileiro a ser campeão da MLB.
Pelo lado de arremessadores, André Rienzo tornou-se o primeiro brasileiro a iniciar um jogo como arremessador na MLB, em 2013, tendo ficado na liga até 2015, defendendo Chicago White Sox e Miami Marlins. Em 2017, outros dois arremessadores estrearam na liga: Luiz Gohara e Thyago Vieira. Gohara defendeu o Atlanta Braves de 2017 a 2018. Thyago Vieira, por outro lado, teve passagens por Seattle Mariners e Chicago White Sox antes de sua transferência para o Yomiuri Giants, da NPB. No Japão, ficou três anos, tendo registrado o arremesso mais rápido da história da liga, com 166 km/h (103,1 mph), quebrando recorde de Shohei Ohtani. Desde 2023, voltou à MLB e defende o Milwaukee Brewers.